# Мірча-Воде (Бреїла)
Мірча-Воде (рум. Mircea Vodă) — село у повіті Бреїла в Румунії. Входить до складу комуни Мірча-Воде.
Село розташоване на відстані 126 км на північний схід від Бухареста, 48 км на захід від Бреїли, 144 км на північний захід від Констанци, 61 км на південний захід від Галаца.

## Населення
За даними перепису населення 2002 року у селі проживали 2602 особи. Усі жителі села рідною мовою назвали румунську.
Національний склад населення села:
| Національність | Кількість осіб | Відсоток |
| -------------- | -------------- | -------- |
| румуни         | 2590           | 99,5%    |
| цигани         | 12             | 0,5%     |